# قائمة رؤساء وزراء سانت فنسنت وجزر غرينادين
تحتوي هذه المقالة على قائمة رئيس الوزراء سانت فينسنت والغرينادين. أنشئ منصب رئيس الوزراء بموجب المادة 51 من دستور البلاد التي تنص على أن الحاكم العام يعين رئيسا للوزراء من أحد أعضاء مجلس النواب "الذي يبدو له أنه من المرجح أن يحظى بدعم أغلبية النواب".
يتطلب القسم 51 (6) من الدستور من الحاكم العام إقالة رئيس الوزراء من منصبه إذا نجح مجلس النواب بعزله عن حجب الثقة، ما لم يستقيل رئيس الوزراء في غضون ثلاثة أيام أو يدعو الحاكم العام بالدعوة إلى انتخابات.

## رؤساء وزراء سانت فنسنت (1960-1969)
| الرقم | الصورة | الإسم (الميلاد -الوفاة)  | الإنتخابات | مدة المنصب   | مدة المنصب     | مدة المنصب        | الحزب السياسي           |
| الرقم | الصورة | الإسم (الميلاد -الوفاة)  | الإنتخابات | تولى منصبه   | ترك المكتب     | الوقت في المنصب   | الحزب السياسي           |
| ----- | ------ | ------------------------ | ---------- | ------------ | -------------- | ----------------- | ----------------------- |
| 1     |        | إبنيزر جوشوا (1908–1991) | 1961 1966  | 9 يناير 1960 | 30 مايو 1967   | 7 سنوات و141 أيام | حزب الشعب السياسي       |
| 2     |        | ميلتون كاتو (1915–1997)  | 1967       | 30 مايو 1967 | 27 أكتوبر 1969 | 2 سنوات و150 أيام | حزب العمل في سانت فنسنت |

## رؤساء وزراء سانت فنسنت (1969–1979)
| الرقم | الصورة | الإسم (الميلاد -الوفاة)          | الإنتخابات | مدة المنصب     | مدة المنصب     | مدة المنصب        | الحزب السياسي           |
| الرقم | الصورة | الإسم (الميلاد -الوفاة)          | الإنتخابات | تولى منصبه     | ترك المكتب     | الوقت في المنصب   | الحزب السياسي           |
| ----- | ------ | -------------------------------- | ---------- | -------------- | -------------- | ----------------- | ----------------------- |
| 1     |        | ميلتون كاتو (1915–1997)          | —          | 27 أكتوبر 1969 | 13 أبريل 1972  | 2 سنوات و169 أيام | حزب العمل في سانت فنسنت |
| 2     |        | جيمس فيتز ألين ميتشل (1931–2021) | 1972       | 14 أبريل 1972  | 8 ديسمبر 1974  | 2 سنوات و238 أيام | مستقل                   |
| (1)   |        | Milton Cato (1915–1997)          | 1974       | 8 ديسمبر 1974  | 27 أكتوبر 1979 | 4 سنوات و323 أيام | حزب العمل في سانت فنسنت |

## رؤساء وزراء سانت فنسنت وجزر غرينادين (1979 حتى الآن)
| الرقم | الصورة | الإسم (الميلاد -الوفاة)                | الإنتخابات               | مدة المنصب     | مدة المنصب     | مدة المنصب         | الحزب السياسي           |
| الرقم | الصورة | الإسم (الميلاد -الوفاة)                | الإنتخابات               | تولى منصبه     | ترك المكتب     | الوقت في المنصب    | الحزب السياسي           |
| ----- | ------ | -------------------------------------- | ------------------------ | -------------- | -------------- | ------------------ | ----------------------- |
| 1     |        | ميلتون كاتو (1915–1997)                | 1979                     | 27 أكتوبر 1979 | 30 يوليو 1984  | 4 سنوات و277 أيام  | حزب العمل في سانت فنسنت |
| 2     |        | السير جيمس فيتز ألين ميتشل (1931–2021) | 1984 1989 1994 1998      | 30 يوليو 1984  | 27 أكتوبر 2000 | 16 سنوات و89 أيام  | الحزب الديمقراطي الجديد |
| 3     |        | أرنهيم يوستاس (مواليد 1944)            | —                        | 27 أكتوبر 2000 | 29 مارس 2001   | 153 أيام           | الحزب الديمقراطي الجديد |
| 4     |        | رالف جونسالفيس (مواليد 1946)           | 2001 2005 2010 2015 2020 | 29 مارس 2001   | حالي           | 23 سنوات و357 أيام | حزب العمل المتحد        |